# Poa flaccidula
Poa flaccidula là một loài thực vật có hoa trong họ Hòa thảo. Loài này được Boiss. & Reut. miêu tả khoa học đầu tiên năm 1852.